# Natural (пісня Imagine Dragons)
Natural  — пісня американської рок-групи Imagine Dragons, що вийшла 17 липня 2018 року як спортивний гімн ESPN College Football сезону 2018 року.

## Історія
Провідний вокаліст групи Ден Рейнольдс зазначив, що "Natural" — це пісня про «пошуку себе, про бажання і спроможності протистояти будь-яким нещастям на вашому шляху". Він сказав в прес-релізі, в якому йдеться про пісню: «Життя в цьому собачому світі, де всі їдять один одного, може виявити найгірше у вас, а іноді і найкраще. Було б неправдою сказати вам, що я не став дещо скептично ставитися до деяких речей за останнє десятиліття мого життя. Однак я вважаю, що, коли ви дійсно вчитеся любити себе, осудливі очі і ненависні слова стають безглуздими».
Пісня вперше вийшла на лейблах Kidinakorner і Interscope 17 липня 2018 року.
Композиція, в цілому, була схвально зустрінута музичними експертами і спостерігачами: Markos Papadatos з журналу Digital Journal («добре продумана і спродюсована пісня», «могутній голос Рейнольдса вражає»), Sam Tornow з журналу Billboard («жорстока пісня з руйнівною міццю»), Mike Wass з мережевого видання Idolator («готовий для радіо гімн») Tiana Timmerberg з Radio.com («енергійна і надихаюча пісня», «відмінний трек з позитивною лірикою»).
Пісня досягла позиції № 1 в рок-чарті Hot Rock Songs (25 серпня 2018), ставши там 5-м чарттоппером з початку запуску цього хіт-параду з 2009 року. Раніше на його вершині були сингли «Radioactive» (в 2013 році) і «Whatever It Takes», «Thunder» і «Believer» (всі три в 2017 році).

## Учасники запису
За даними Tidal
- Imagine Dragons — музика, вокал
- Mattman & Robin[en] — продюсери, звукоінженери
- Сербан Генеа — мікшування

## Чарти
| Чарт (2018)                                             | Вища позиція |
| ------------------------------------------------------- | ------------ |
| Australia (ARIA)                                        | 28           |
| Австрія (Ö3 Austria Top 75)                             | 35           |
| Бельгія (Ultratop Flanders)                             | 5            |
| Бельгія (Ultratop Wallonia)                             | 50           |
| Канада (Canadian Hot 100)                               | 21           |
| Канада (CHR/Top 40) (Billboard)                         | 36           |
| Канада (Hot AC) (Billboard)                             | 21           |
| Чехія (IFPI)                                            | 2            |
| Чехія (Singles Digitál Top 100)                         | 2            |
| Франція (SNEP)                                          | 55           |
| Німеччина (Official German Charts)                      | 54           |
| Greece (IFPI International Digital Singles)             | 22           |
| Угорщина (Single Top 40)                                | 10           |
| Угорщина (Stream Top 40)                                | 5            |
| Ireland (IRMA)                                          | 35           |
| Italy (FIMI)                                            | 55           |
| Нідерланди (Dutch Top 40)                               | 8            |
| Нідерланди (Mega Single Top 100)                        | 17           |
| Norway (VG-lista)                                       | 9            |
| ПОМИЛКА: НЕ ВКАЗАНО ПАРАМЕТР chartid У ПОЛЬСЬКОМУ ЧАРТІ | 4            |
| Португалія (AFP)                                        | 6            |
| Шотландія (Official Charts Company)                     | 44           |
| Словаччина (IFPI)                                       | 47           |
| Словаччина (Singles Digitál Top 100)                    | 4            |
| Spain (PROMUSICAE)                                      | 86           |
| Sweden (Sverigetopplistan)                              | 67           |
| Швейцарія (Media Control AG)                            | 3            |
| Велика Британія (Official Charts Company)               | 54           |
| США (Billboard Hot 100)                                 | 14           |
| США (Adult Contemporary) (Billboard)                    | 28           |
| США (Adult Top 40) (Billboard)                          | 7            |
| США (Mainstream Top 40) (Billboard)                     | 11           |
| США (Hot Rock Songs) (Billboard)                        | 1            |